# قلقس
قَلْقَس هي بلدةٌ فلسطينية زراعية تتبع محافظة الخليل جنوب الضفة الغربية. بلغ عدد سكانها حسب الجهاز المركزي للإحصاء الفلسطيني حوالي 1,709 نسمة حسب التعداد العام للسكان الذي أجري عام 2017. وهي من القرى المحتلة عام النكسة.

## التاريخ

### الدولة العثمانية
تبعت قلقس إلى الإمبراطورية العثمانية في عام 1517 مع كل فلسطين، وكانت تتبع ولاية شرق بيروت. عام 1863، زارها عالم الآثار الفرنسي فيكتور جويرين، ووصفها بأنها «أطلال قرية كبيرة». عام 1882، أجرى صندوق استكشاف فلسطين الغربية مسحاً للبلدة ووصفها بأنها «تحتوي على خزان أرضي ومقابر صخرية». وقد وردت تحت اسم خربة قلقس.

### الانتداب البريطاني
في عام 1917، سقطت قلقس بيد الجيش البريطاني، ودخلت القرية مع باقي فلسطين مظلة الانتداب البريطاني على فلسطين عام 1920، وأصبحت ضمن قضاء الخليل في تلك الفترة حتى وقوع النكبة.

### الإدارة الأردنية
في أوائل خمسينيات القرن العشرين أتبعت قلقس للحكم الأردني بين حربي 1948 و1967، وكانت تتبع إدارياً إلى قضاء الخليل.

### النكسة
سقطت قلقس في يد الاحتلال بعد حرب النكسة.

### السلطة الفلسطينية
بعد تأسيس السلطة الفلسطينية، قسمت أراضي قلقس إلى مناطق «أ، ب، ج». وأتبعت إدارياً لمحافظة الخليل.

## الجغرافيا
تقع قرية قلقس في الجزء الجنوبي من الضفة الغربية، إلى الجنوب من مدينة الخليل بمسافة لا تزيد عن 4 كم.

## السكان
| السنة      | (تعداد 1997) | (تعداد 2007) | (تقدير 2012) | (2024) |
| ---------- | ------------ | ------------ | ------------ | ------ |
| عدد السكان | 653          | 1,132        | 1,334        | 2589   |

## الاقتصاد

### الزراعة
تعد الزراعة القطاع الاقتصادي الرئيسي في البلدة، تنتج البلدة محاصيل الزيتون، والتين، واللوز، والعدس، والقمح وبعض الخضراوات. لكن التوسع العمراني للبلدة والتوسع في البنية التحتية وفتح الشوارع قلص المساحات المزروعة من الأراضي الزراعية. تراجعت في السنوات الأخيرة أعداد الثروة الحيوانية بسبب ارتفاع أسعار الأعلاف وقلة المساحات الحيوية.

## وصلات خارجية
- ملف قرية قلقس - معهد الأبحاث التطبيقية (أريج).
- صورة جوية للبلدة.